# خنوت
خنوت (انگلیسی: Khenut؛ فعال حوالی ۲۳۶۰ پیش از میلاد) یک ملکه همسر در مصر باستان بود که در دوران حکمرانی دودمان پنجم مصر زندگی می‌کرد. وی احتمالاً مادر ملکه ایپوت یکم و همسر فرعون اوناس بود.
خنوت در یک مصطبه دوتایی به همراه ملکه دیگری به نام نبت در کنار هرم اوناس در سقاره دفن شد. این مصطبه توسط پیتر مونرو کاوش شد.
هرم ملکه مادر سِش‌سِشِت در نزدیکی هرمی قرار دارد که متعلق به خنوت است. مقبرهٔ خنوت متأسفانه هنگام کشف به‌شدت آسیب دیده بود.